# 山海关中国长城博物馆
山海关中国长城博物馆（曾用名山海关中国长城文化博物馆）位于中华人民共和国河北省秦皇岛市山海关区角山山麓的长城脚下，为国家一级博物馆，博物馆占地面积106亩，其中建筑面积3万平方米，展陈面积1万平方米。博物馆有馆藏文物1.1万余件/组，均和长城有关。博物馆是长城国家文化公园建设的标志性项目，其前身为1991年7月1日开馆:9:88的山海关长城博物馆。

## 建设背景

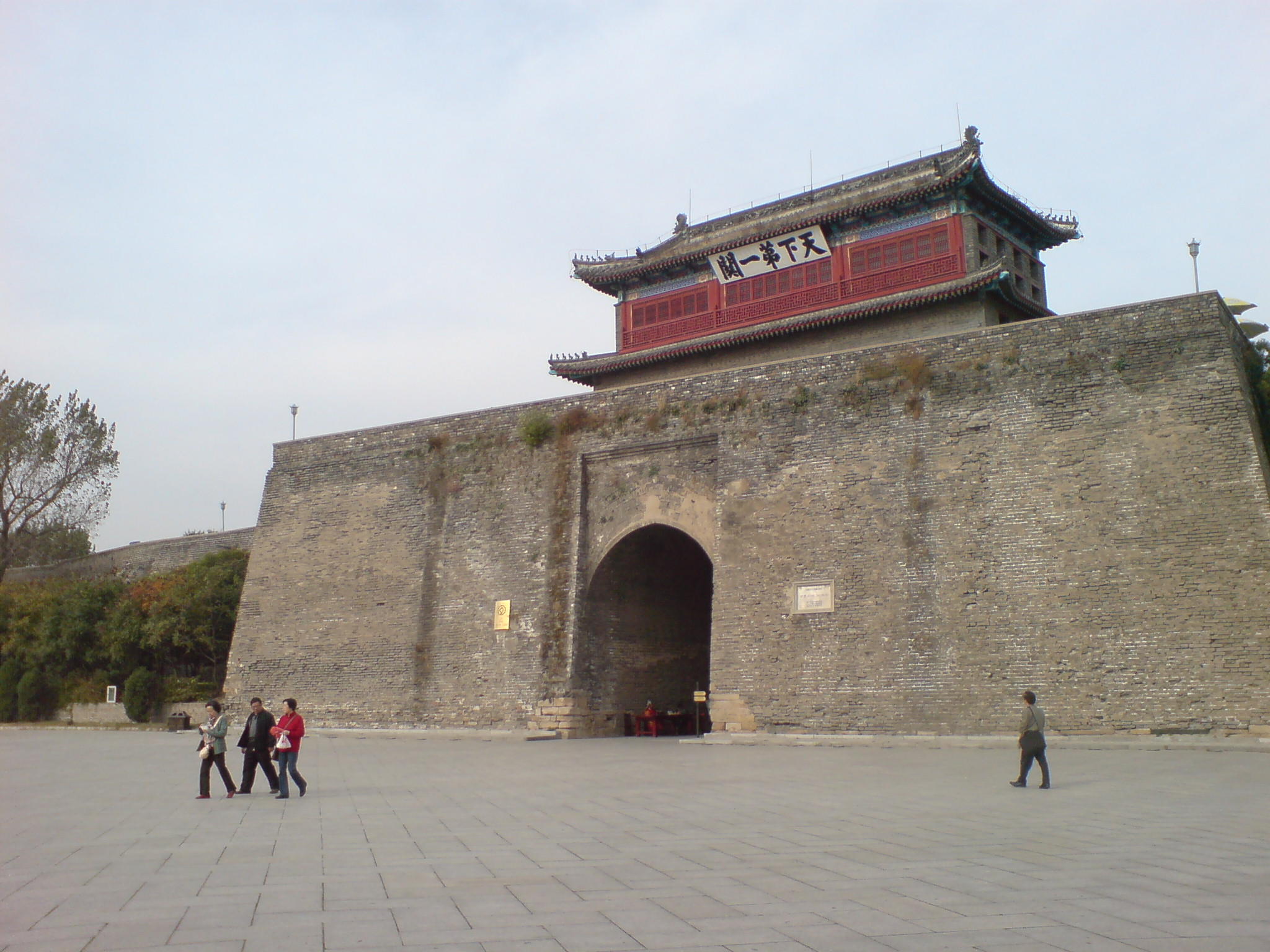
山海关关门（摄于2009年）

山海关或称渝关、榆关，位于燕山和渤海之间，有碣石道途径:5，最早筑关史可追溯至战国时期的燕长城:1-3。此后秦朝、北周和隋朝均在此修建关城，汉代于此置临榆县，南北朝时更名为临渝镇:8。隋代开始此处设有临榆宫，到唐高祖武德七年（624年）于此处修建了临榆关:22。山海关地区在辽金元三代名称分别为迁民县、迁州和迁民镇:2。明洪武十四年（1381年），徐达始以迁民镇为基础修山海关，此名得于关口周边有山有海:5-17。因其为明长城最东关隘，遂又获称为“天下第一关”:20。1961年，山海关成为全国重点文物保护单位，1987年长城被列入世界文化遗产:10。

## 建设和设计

### 建设
2021年9月山海关中国长城博物馆启动文物展品征集工作，11月进行项目选址和立项工作，2021年12月6日，项目开工建设。2022年8月1日，项目主体结构封顶。2023年5月二次结构全部完成。7月博物馆正式定名山海关中国长城博物馆。2024年3月博物馆竣工，完成联合验收。4月开始陈列布展，8月内部装修开始。2025年6月15日，山海关中国长城博物馆开馆。

### 设计
山海关中国长城博物馆的以长城本体为视角，赋予游客能俯瞰长城全貌、“会当凌绝顶”的体验。博物馆建筑本体采用了宏伟谦和的风格，利用与苍翠山峦浑然一体的浅色调外墙，其馆体磅礴大气中透露出和谐共生的理念，设计时亦采用长城‘方城’与‘城台’的理念。同时博物馆遵循绿色建筑三星级评价标准进行设计施工，是中华人民共和国首座绿建三星级博物馆
。

## 展厅
博物馆设有5个常设展厅、3个临时展厅、1个影视厅和1个数字化体验厅等展览空间、国际学术报告厅、科研实验室、社会教育中心、志愿者活动室、信息资料中心等业务空间和文创商店、长城邮局、咖啡厅等公共服务空间。其中设有“世界遗产 民族脊梁——中国长城历史文化陈列展”“天下第一关——万里长城山海关专题展”“精神永驻 守正创新——筑成我们新的长城专题展”“长城两边是故乡——非物质文化遗产专题展”和“甲光向日金鳞开——中国历代甲胄兵器展”等常设展厅，展厅内设有声光电等现代科技设备，以展现万里长城的雄伟壮观和中华民族的文化内涵以及民族精神。明代竹节炮、长城石夯、威远将军铜炮等共1.1万余件/组文物于展厅内展出，馆内还藏有“万历三年左营造”“万历拾贰年滦州造”“天津秋班中部造”等“文字砖”，此类砖为“物勒工名”制度的实证。这些藏品展现了中国长城的起源演变、建筑智慧、历史烽烟与文化传承等。